# أندريس شلايشر

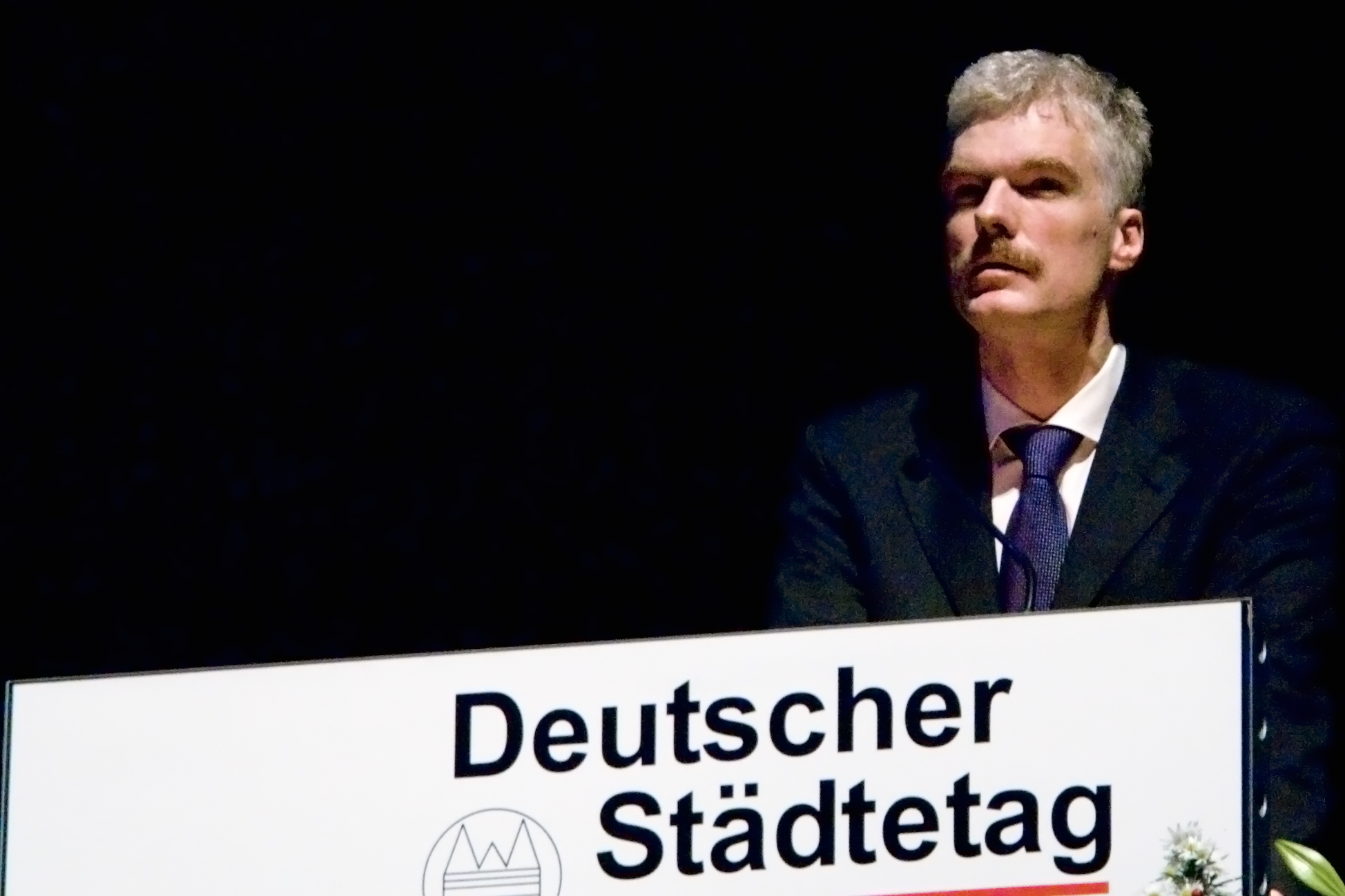
أندريس شلايشر

أندريس شلايشر (بالألمانية: Andreas Schleicher)‏ (ولد في 1964 في هامبورغ) هو إحصائي ألماني وباحث في مجال التعليم, والمسؤول عن اختبارات بيسا التي تجريها منظمة التعاون والتنمية الاقتصادية التي تعتبر المعيار الدولي الرئيس لقياس جودة الأنظمة التعليمية في البلدان المختلفة.، ويعمل في مقر المنظمة في باريس وقد أصبح شلايشر الأب الروحي للمقارنات التعليمية حيث تتمتع آراؤه باحترام كبير في الدوائر التعليمية حول العالم.

## روابط خارجية
- أندريس شلايشر على موقع IMDb (الإنجليزية)
- أندريس شلايشر على موقع مونزينجر (الألمانية)